# Смирнов, Николай Николаевич (химик-технолог)
Николай Николаевич Смирнов (1929, Ленинград — 2007, Санкт-Петербург) — инженер-химик-технолог, доктор технических наук, профессор кафедры процессов и аппаратов Санкт-Петербургского Государственного Технологического Института (Технического Университета), ученик известного основоположника научной школы процессного инжинирнга (процессы и аппараты химической технологии) члена-корреспондента АН СССР Петра Григорьевича Романкова

## Биография
Родился в Ленинграде в 1929 году. Вместе с семьей находился в эвакуации с 1941 по 1944 год. Вернувшись из эквакуации поступил в 222-ю мужскую среднюю школу, которую окончил в 1948 году. После окончания школы поступил в ЛТИ, который окончил в 1954 году по специальности химик-технолог. Занимался научной и педагогической деятельностью в ЛТИ на протяжении более 50 лет. Подготовил сотни студентов и несколько уникальных аспирантов, выпустил более 200 научных работ по проблемам, связанным с реакторной техникой. Большинство его работ имеют оборонное значение, что не позволяет их публикации и обсуждения в печати.

## Заслуги и звания
- Автор двух учебников и трёх монографий[2][3];
- Заслуженный деятель науки РФ (1996)[4]
- Член научного совета РАН по теоретическим основам химической технологии (ТОХТ)
- Почётный член Международной академии информатизации (ЮНЕСКО)

### Диссертации
- Смирнов Н. Н. Исследование влияния перемешивания и природы вещества на некоторые процессы химического превращения в системе тело — жидкость. Дис. на соиск. учен. степ. канд. техн. наук (05.17.08). — Ленинград, 1961.
- Смирнов Н. Н. Исследование макрокинетики и массопереноса ионообменных процессов химической технологии. Дис. на соиск. учен. степ. д-ра техн. наук (05.17.08). — Ленинград, 1979.

### Книги
- Михаил Р. Реакторы в химической промышленности : Пер. с румын /Под ред. чл.-кор. АН СССР П. Г. Романкова и канд. техн. наук Н. Н. Смирнова. — Ленинград : Химия. Ленингр. отд-ние, 1968. — 387 с.
- Смирнов Н. Н. Реакторы в химической промышленности. — М. : Высш. школа, 1980. — 72 с.
- Смирнов Н. Н. Химические реакторы в примерах и задачах. [Учеб. пос. по направлению «Хим. технология и биотехнология»] / Н. Н. Смирнов, А. И. Волжинский, В. А. Плесовских. — 3-е изд., перераб. и доп.. — СПб. : Химия. Санкт-Петербург. отд-ние, 1994. — 278 с.
- Процессы и аппараты химической технологии. Основы инженер. химии [Учеб. для вузов по направлению «Хим. технология и биотехнология» / Н. Н. Смирнов, М. И. Курочкина, А. И. Волжинский, В. А. Плесовских]; Под общ. ред. Н. Н. Смирнова. — СПб. : Химия, 1996. — 407 с.
- Смирнов Н. Н. Биохимические реакторы. Учеб. пос. для студентов вузов ... по спец. «Биотехнология» / Н. Н. Смирнов, В. А. Плесовских. — СПб. : Химиздат, 1998. — 127 с.
- Сборник научных трудов к 100-летию П. Г. Романкова; С.-Петерб. гос. технол. ин-т (техн. ун-т). — СПб. : Изд-во С.-Петерб. гос. технол. ин-та (техн. ун-та), 2004. — 135 с.
- Смирнов Н. Н. Альбом типовой химической аппаратуры (принципиальные схемы аппаратов). учеб. пос. для студ. вузов ... по хим.-технол. направлениям ... / Н. Н. Смирнов, В. М. Барабаш, К. А. Карпов; под общ. ред. Н. Н. Смирнова. — СПб. : Химиздат, 2005. — 79 с.